# 東禅寺 (東京都港区)

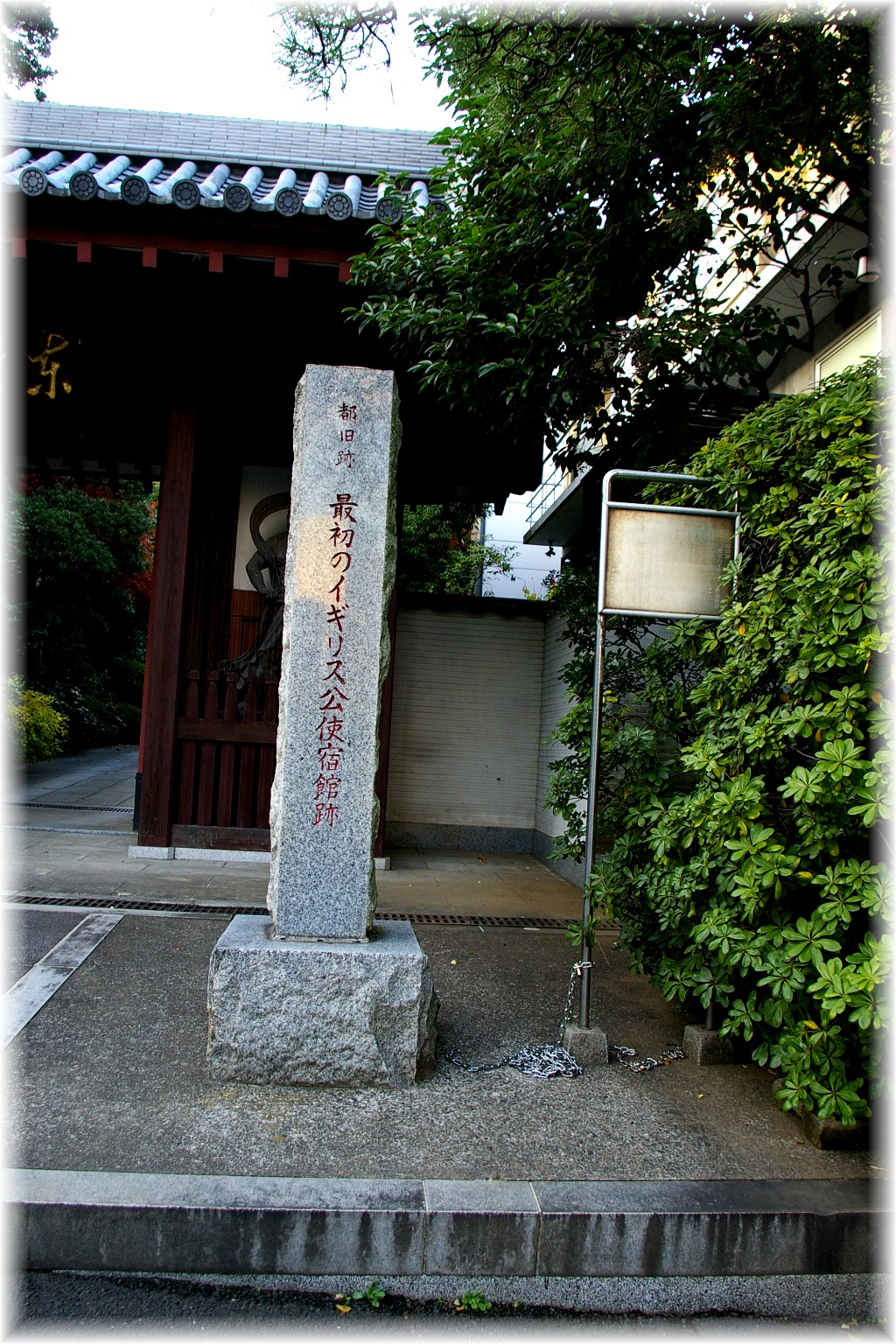
「最初のイギリス公使館跡」の石標

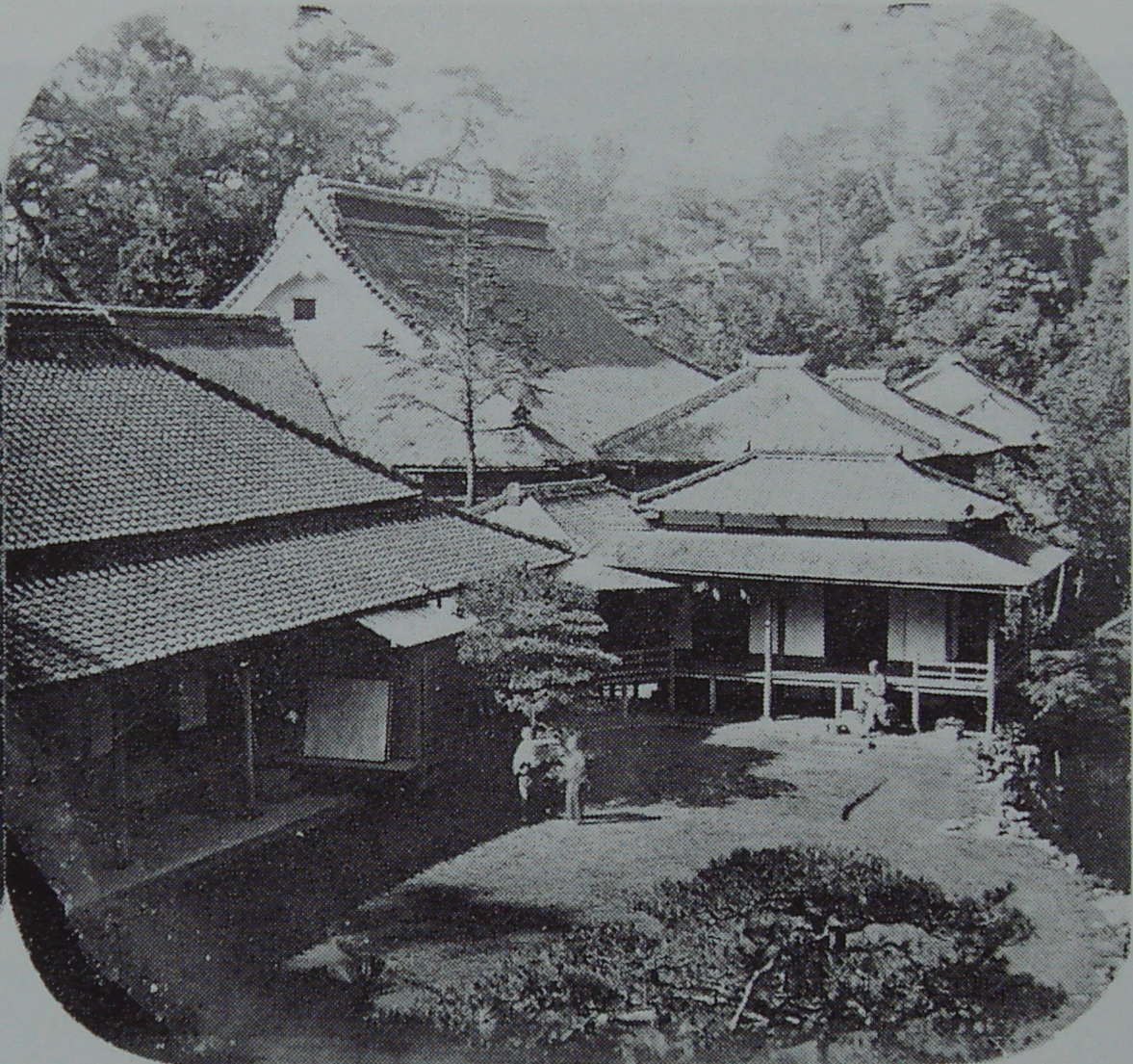
1860年代の東禅寺
フェリーチェ・ベアト撮影

東禅寺（とうぜんじ）は、東京都港区高輪にある臨済宗妙心寺派の別格本山。詳名は海上禅林佛日山東禅興聖禅寺。妙心寺派江戸四箇寺の1つ。寺名は開基の日向飫肥藩主伊東祐慶の法名（東禅寺殿前匠征泰雲玄興大居士）に由来する。幕末に日本最初のイギリス公使館が置かれていた。2010年2月、境内が国の史跡に指定された。

## 歴史
慶長14年（1609年）、伊東祐慶が嶺南崇六を招聘して、現在の東京都港区赤坂に嶺南庵を創建した。寛永13年（1636年）、現在地に移転。眼前に東京湾が広がることから海上禅林とも呼ばれた。
幕末の安政年間（1855年 - 1860年）以降、当寺は西洋人用の宿舎に割り当てられた。安政6年（1859年）には日本最初のイギリス公使館が当寺に置かれ、公使ラザフォード・オールコックが駐在した。
安政7年1月7日（1860年1月29日）、公使オールコック付きの通訳小林伝吉が門前で2人の侍に殺害された。
文久元年（1861年）、攘夷派の常陸水戸藩浪士によって寺が襲撃される（第一次東禅寺事件）。オールコックは難を逃れたが、書記官らが負傷し、水戸藩浪士、警備兵の双方に死傷者が出た。翌文久2年（1862年）には護衛役の信濃松本藩士伊藤軍兵衛によって再び襲撃され、イギリス人水兵2名が殺された（第二次東禅寺事件）。
幕末の攘夷の風潮の中、幕府からの命令とはいえ日本最初のイギリス公使館として異国人を住まわせたということで「穢れた寺」と誹謗され、檀家であった有力大名は次々と離れて行き、経済的な支えを失っていった東禅寺は一時的に衰退してしまうという憂き目に遭った。

## ギャラリー

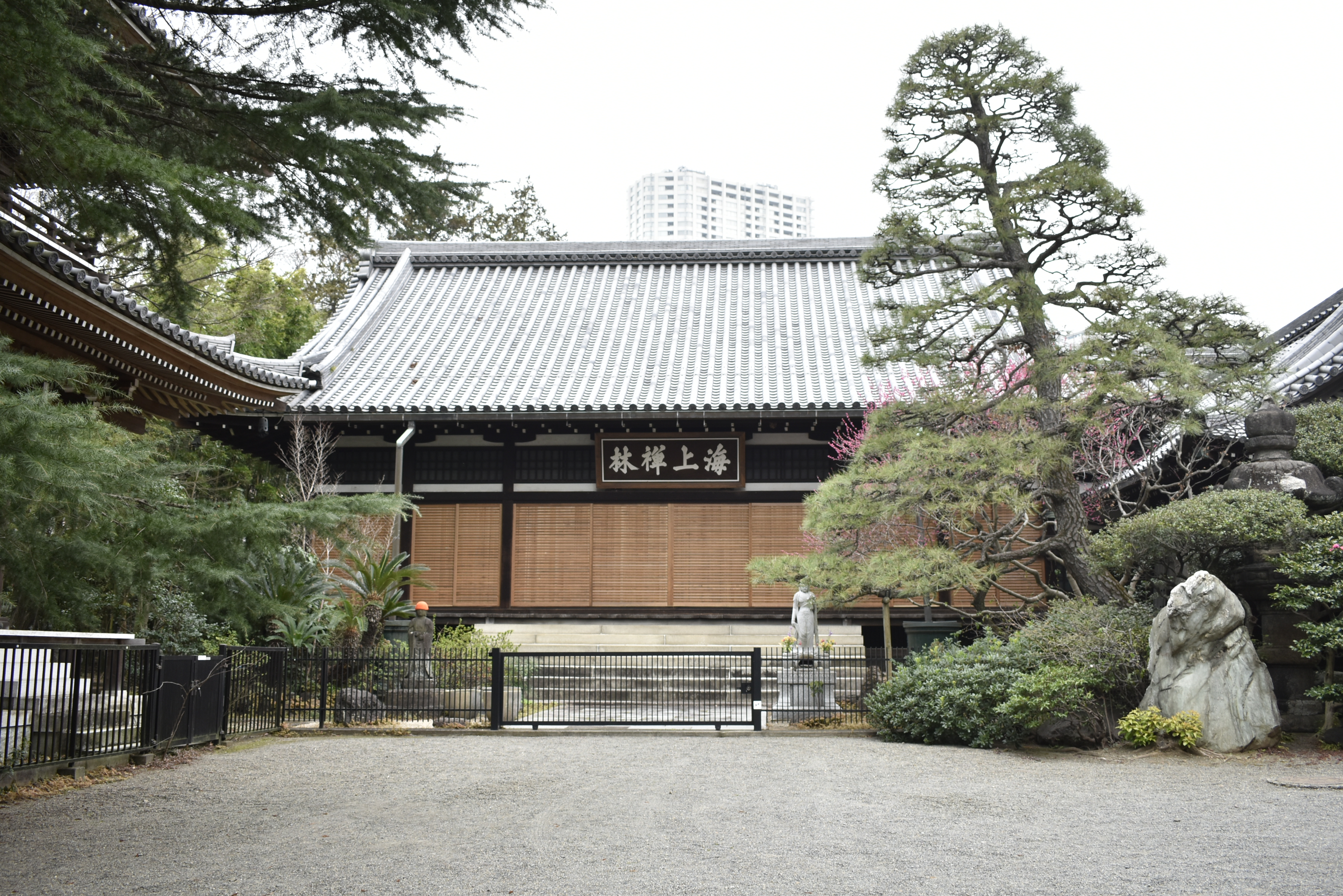
本堂
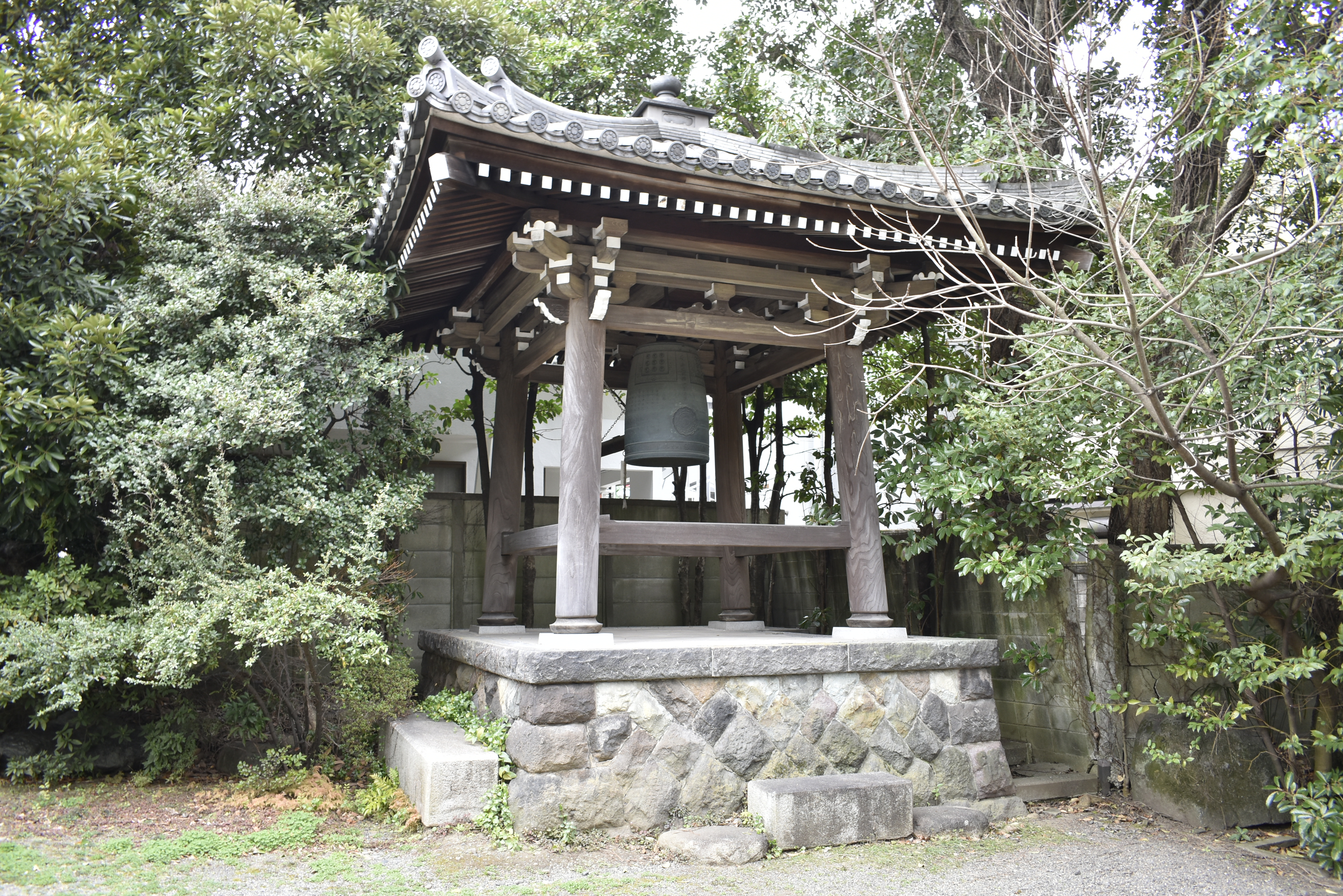
鐘楼
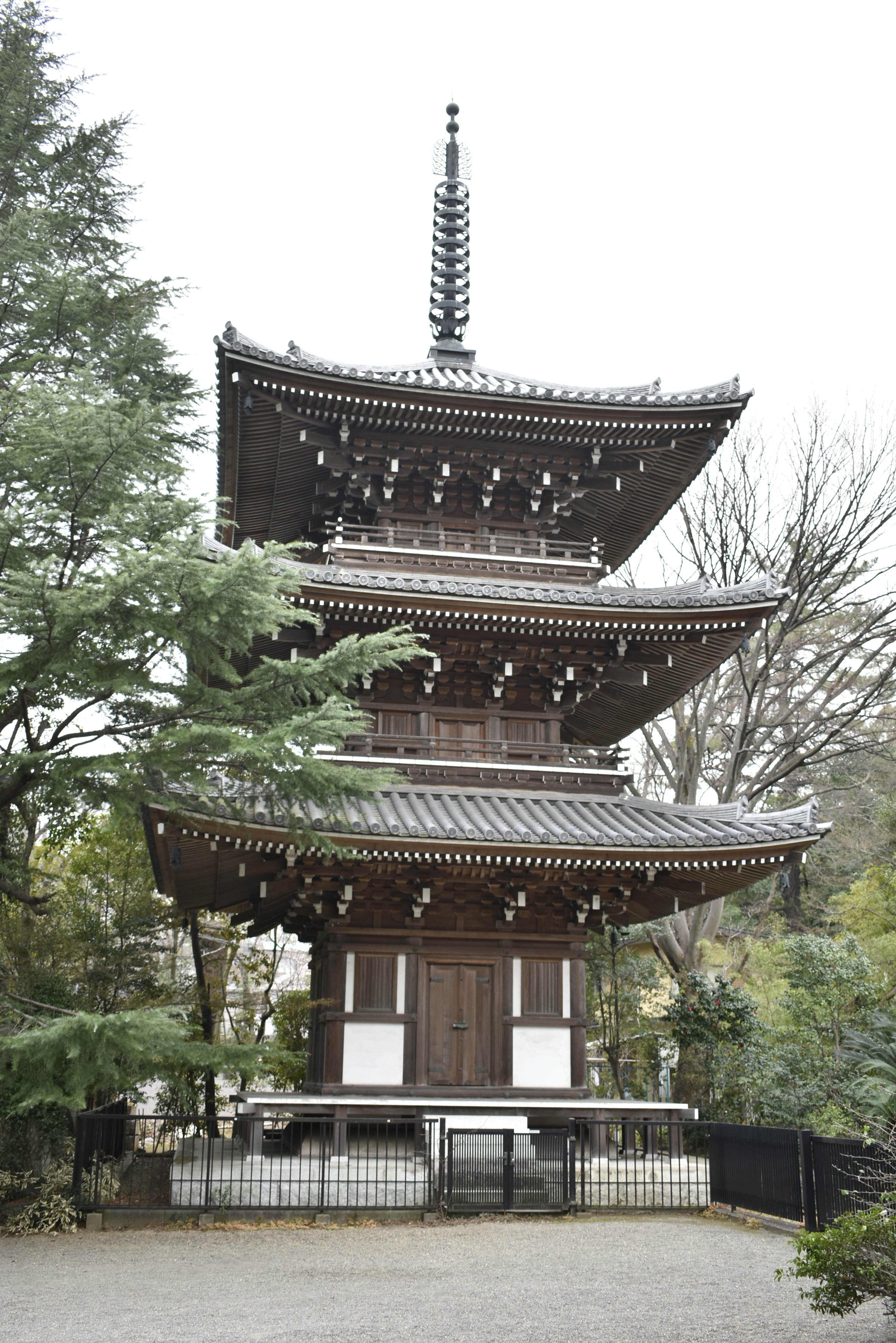
三重塔

## 著名人の墓
関係者以外の見学は受け付けていない。
- 田村建顕
- 伊達秀宗
- 但木土佐
- 大槻玄沢

## 東禅寺を菩提寺としている大名・旗本家
- 日向飫肥藩伊東家
- 陸奥仙台藩伊達家
- 伊予宇和島藩伊達家
- 伊予吉田藩伊達家
- 備前岡山藩池田家
- 備前赤穂藩池田家
- 備前鴨方藩池田家
- 備前生坂藩池田家
- 信濃高島藩諏訪家
- 近江大溝藩分部氏
- 美濃加納藩松平家
- 大和柳本藩織田家
- 豊後臼杵藩稲葉家
- 豊後佐伯藩毛利家

このうち明治以降の墓所も存在するのは吉田藩、鴨方藩、臼杵藩、佐伯藩。

## 交通アクセス
- JR高輪ゲートウェイ
- 都営浅草線泉岳寺
- JR品川